# فيليب إس. غودمان
فيليب إس. غودمان (بالإنجليزية: Philip S. Goodman)‏ هو منتج أفلام ومنتج تلفزيوني وكاتب سيناريو ومخرج أمريكي، ولد في 20 فبراير 1926 في نيويورك في الولايات المتحدة، وتوفي بنفس المكان في 2 مايو 2015.

## وصلات خارجية
- فيليب إس. غودمان على موقع IMDb (الإنجليزية)
- فيليب إس. غودمان على موقع ألو سيني (الفرنسية)
- فيليب إس. غودمان على موقع أول موفي (الإنجليزية)
- فيليب إس. غودمان على موقع قاعدة بيانات الأفلام السويدية (السويدية)
- فيليب إس. غودمان على موقع كينوبويسك (الروسية)